# Rejon wieliski
Rejon wieliski (ros. Велижский район) – rejon w Rosji, w obwodzie smoleńskim ze stolicą w Wieliżu. Od zachodu graniczy z Białorusią.

## Podział administracyjny
W skład rejonu wchodzi jedno miasto – Wieliż i 8 osiedli wiejskich (odpowiednik sielsowietów).

## Historia
Ziemie obecnego rejonu wieliskiego weszły w skład Wielkiego Księstwa Litewskiego w 1395. W 1536 zdobyte przez wojska moskiewskie. Od 1580 w Rzeczypospolitej Obojga Narodów, co potwierdzono w rozejmie w Jamie Zapolskim z 1582. W 1585 roku król Polski Stefan Batory ustanowił w Wieliżu starostwo niegrodowe. Ziemie te leżały w województwie witebskim. W 1654 zajęte przez Rosjan. W 1678 powróciły do Rzeczypospolitej, od której ostatecznie odpadły w wyniku I rozbioru Polski.
W 1772 utworzono powiat wieliski wchodzący w skład guberni połockiej, a od 1802 guberni witebskiej. Po rewolucji październikowej wszedł w skład obwodu zachodniego Rosyjskiej FSRR. Od 27 września 1937 rejon wieliski należy do obwodu smoleńskiego.